# Angyalok városa (film, 1998)
Az Angyalok városa (eredeti cím: City of Angels) 1998-ban bemutatott romantikus fantasyfilm, Brad Silberling rendezésében. A főszerepekben Nicolas Cage és Meg Ryan láthatók.  A film Wim Wenders Berlin felett az ég című 1987-es filmdrámája alapján készült.

## Cselekmény
Los Angelesben hemzsegnek az angyalok, de az emberek általában nem látják őket, kivéve, ha valaki közel áll távozni az életből, és átlép közéjük. 
Egy Seth nevű angyal (Nicolas Cage) a nemrég elhunytak szellemeit kíséri az örökkévalóságba. Seth soha nem volt ember, így soha nem tapasztalta meg az érintést vagy az ízlelést. A kórházban észreveszi Dr. Maggie Rice-t (Meg Ryan), egy briliáns fiatal szívsebészt, aki szenvedélyesen a hivatásának él, azon dolgozik, hogy megmentse minden betege életét. Seth elhatározza, hogy akarattal láthatóvá válik, és azt mondja a doktornőnek, hogy nem tud minden beteget megmenteni a haláltól, amikor elérkezett az ideje, hogy elmenjenek. Maggie ezzel nem ért egyet. Az orvosnő őt csak egy átlagos embernek hiszi.
Seth a kórházban találkozik egy beteggel, Nathaniel Messingerrel, aki látja őt, mivel szintén angyal volt valamikor, de úgy döntött, hogy emberré válik. 
Seth döntést hoz a jövőjéről, ami nem úgy alakul, ahogyan azt várta.

## Szereplők
| Színész        | Szerep              | Magyar hang        |
| -------------- | ------------------- | ------------------ |
| Nicolas Cage   | Seth                | Rátóti Zoltán      |
| Meg Ryan       | Dr. Maggie Rice     | Györgyi Anna       |
| Andre Braugher | Cassiel             | Galambos Péter     |
| Colm Feore     | Jordan Ferris       | Trokán Péter       |
| Dennis Franz   | Nathaniel Messinger | Ujlaki Dénes       |
| Robin Bartlett | Anne                | Menszátor Magdolna |
| Joanna Merlin  | Teresa Messinger    | Illyés Mari        |
| Sarah Dampf    | Susan               | Bogdányi Titanilla |

## Díjak és jelölések[4]

### Szaturnusz-díj
- 1999 jelölés: Meg Ryan (legjobb színésznő)
- 1999 jelölés: Dennis Franz (legjobb mellékszereplő)
- 1999 jelölés: legjobb fantasyfilm

### Golden Globe-díj
- 1999 jelölés: legjobb filmzene (Alanis Morissette - "Uninvited")

### Grammy-díj
- 1999 jelölés: legjobb hangszeres zene filmhez vagy televízióhoz (Gabriel Yared)
- 1999 jelölés: legjobb kifejezetten filmhez vagy televízióhoz írt dal (Alanis Morissette)